# Ernest Ranglin
Ernest Ranglin (ur. 19 czerwca 1932) – jamajski gitarzysta i kompozytor, muzyk sesyjny Studia One Clementa „Sir Coxsone'a” Dodda, znany z częstej współpracy z The Skatalites, Monty Alexandrem i Jimmym Cliffem; odegrał znaczącą rolę we wszystkich etapach powstawania muzyki jamajskiej, w szczególności będąc jednym z prekursorów ska, rocksteady oraz reggae.

## Życiorys
Urodził się i dorastał w niewielkim miasteczku Robin's Hall w regionie Manchester. Muzyką zainteresowała go początkowo babcia, będąca organistką w lokalnym kościele adwentystów, a następnie dwóch wujów grywających na ukulele, którzy widząc talent siostrzeńca, sprezentowali mu na siódme urodziny właśnie taki instrument. Wkrótce młody Ernest porzucił ukulele na rzecz prawdziwej gitary (w międzyczasie skonstruował sobie również własną, z przewodów i puszek po sardynkach). Gdy miał 14 lat, przeprowadził się wraz z rodziną do stolicy kraju Kingston, gdzie uczęszczał do college'u. Jednocześnie rozwijał swoją muzyczną pasję, nie tylko studiując gitarowe podręczniki, ale przede wszystkim podglądając na żywo nocne występy miejscowych zespołów; jego idolem był popularny wówczas w mieście gitarzysta Cecil Houdini. W wieku 15–16 lat postawił pierwsze kroki na dorosłej scenie, dołączając do jazzowego big-bandu założonego przez saksofonistę Vala Bennetta, by wkrótce zamienić ją na konkurencyjny zespół prowadzony przez Erica Deansa. Wraz z Eric Deans Orchestra koncertował w wielu różnych miejscach na Karaibach, od rodzimej wyspy aż po Bahamy.
W 1958 roku Ranglin założył własny kwintet, z którym dawał liczne występy w północnej części Jamajki. Podczas jednego z koncertów w hotelu Half Moon w Montego Bay muzyk został zauważony przez Chrisa Blackwella, przyszłego założyciela Island Records, który zaprosił go do wspólnych nagrań. Ich owocem był m.in. jeden z pierwszych albumów wydanych przez wytwórnię Blackwella; na jednej stronie znalazły się utwory Ranglina, na drugiej zaś pianisty Lance'a Heywooda. Z kolei w roku 1959 nawiązał współpracę z kontrabasistą Cluettem Johnsonem, który wraz ze swoim zespołem Clue J & His Blues Blasters uznawany jest za jednego z prekursorów muzyki ska. Wspólnie zaangażowali się wówczas jako muzycy sesyjni w słynnym Studiu One Clementa „Sir Coxsone” Dodda, gdzie pracowali z najlepszymi wykonawcami tamtego okresu. Ponadto, ich własną kompozycję pt. „Shuffling Jug” tradycyjnie uważa się za pierwszy utwór, w którym pojawia się rytm ska.
W 1964 roku o artyście przypomniał sobie Blackwell, który po przenosinach swojej wytwórni do Londynu, zaprosił go wraz z piosenkarką Millie Small do Wielkiej Brytanii. Gitarzysta akompaniował wokalistce na jej debiutanckim albumie My Boy Lollipop. Tytułowy utwór z tego krążka, w maju 1964 roku osiągnął drugie miejsce zarówno na brytyjskiej liście przebojów, jak też w amerykańskim notowaniu Billboard Hot 100, stając się w ten sposób pierwszą piosenką ska, która odniosła międzynarodowy sukces. Przebywając w Londynie, Ranglin przez dziewięć miesięcy występował w słynnym klubie jazzowym Ronnie'ego Scotta. Z tego okresu działalności pochodzą także dwa jego solowe albumy jazzowe, Wranglin' oraz Reflections. Można go również usłyszeć w utworze „It Hurts To Be Alone” z wydanej w 1965 roku płyty The Wailing Wailers, będącej debiutanckim albumem zespołu Boba Marleya.
Od drugiej połowy lat 60. Ranglin regularnie występował z Jimmym Cliffem i swoim dawnym przyjacielem, pianistą Monty Alexandrem. Równocześnie kontynuował współpracę ze znanymi producentami – oprócz Sir Coxsone'a byli to m.in. Lee „Scratch” Perry i Clancy Eccles. Jak sam często stwierdza w wywiadach, owocem jego pracy z Perrym i Ecclesem miał być pierwszy w historii utwór reggae, „Say What You're Saying", śpiewany przez Erica „Monty'ego” Morrisa. Obecnie, mimo podeszłego wieku, wciąż bierze aktywny udział w licznych trasach koncertowych, pracuje także nad własną autobiografią.
W roku 2006 ukazał się krótkometrażowy film dokumentalny w reżyserii Christoffera Salzgebera pt. Roots of Reggae: The Ernest Ranglin Story, w którym oprócz samego Ranglina wypowiadają się o nim m.in. Blackwell i Cliff, a także Damian Marley i Robby Krieger.

## Dyskografia
- Guitar In Ernest (1958, Island)
- Wranglin' (1964, Island)
- Reflections (1965, Island)
- Guitar In Ernest (1965, Federal)
- The Exciting Ranglin (1966, Federal)
- Boss Reggae (1969, Federal)
- A Mod A Mod Ranglin (1970, Federal)
- Ranglin Roots (1972, Water Lily)
- Ranglypso (1976, MPS)
- Below the Bassline (1996, Island Jamaica Jazz)
- Memories of Barber Mack (1997, Island Jamaica Jazz)
- In Search of the Lost Riddim (1998, Palm Pictures)
- Modern Answers To Old Problems (2000, Telarc)
- Grooving (2001, Blue Moon)
- Gotcha! (2001, Telarc)
- Alextown (2005, Palm Pictures)
- Surfin' (2005, Telarc)
- Order of Distinction (2006, AIX)
- Ranglin & Friends (2010, Dubtonic Kru)